# El Picador
El Picador es un corregimiento del distrito de Cañazas en la provincia de Veraguas, República de Panamá. La localidad tiene 3.065 habitantes (2010).

## Historia
El Corregimiento El Picador tiene fecha de fundación, 28 de octubre, según la Ley de 69 de octubre de 1998, por la cual modifica y adicionan artículos a la ley 1 de 1982, por la cual se crean nuevos corregimientos y a su vez fue promulgada en la Gaceta Oficial n.º 23664 el 31 de octubre de 1998.  El artículo 22 de esta Ley 69 estableció los límites del Corregimiento El Picador cuyos Corregimientos colindantes son los siguientes: a) Con el Corregimiento de los Valles: Desde donde la Quebrada Las Mesillas vierte sus aguas en el Río Lajoncillo, desde esta confluencia, se sigue en línea recta, con dirección al suroeste, hasta la Cima del Cerro Peña Blanca; desde aquí, se continúa al sureste, por toda divisoria de agua de los Ríos Piedra y Tebé, de las aguas del Río Cañazas; pasando por la cima de los Cerros Virolito, Piedra de Amolar, Chanchería y Lajones, hasta el Cerro de Los Brujos.  De la cima de este cerro, se continúa en línea recta con dirección al Norte, hasta la confluencia de la Quebrada Hilario en el Río Cañaza.  b) Con el Corregimiento de Cañazas Cabecera: Desde la confluencia de la Quebrada Hilario en el Rio Cañazas, se sigue aguas abajo, este Río, hasta donde le vierte sus aguas la Quebrada Cabima; de ahí, se continúa aguas arriba, esta quebrada hasta su nacimiento; desde este punto, se sigue en línea recta, con dirección Oeste, hasta el nacimiento de una quebrada sin nombre afluente del Río Piedra: Se continúa aguas abajo esta quebrada, hasta su desembocadura en el Río Piedra. De ahí se prosigue aguas abajo, este rio, hasta su desembocadura en el Río San Pablo; Se sigue aguas arriba este último rio, hasta donde le vierte sus aguas la Quebrada el Roble, y de ahí, aguas arriba, la Quebrada el Roble, hasta encontrar los límites de la Comarca. c) Con el Corregimiento de San José:  Desde la desembocadura del Río Virigûa en el Río San Pablo, en los límites de la Comarca, se sigue agua abajo, este río, hasta donde le vierte sus aguas la Quebrada el Peñón y aguas arriba de esta quebrada, hasta su nacimiento.  Desde este punto, se continúa en línea recta con dirección suroeste, hasta el nacimiento del Río Bale, y aguas abajo este río, hasta los límite de la Comarca en el Árca Anexa del Río Bale.
El corregimiento del Picador está conformada por las siguientes comunidades: Río Cañazas, El Picador(Cabecera), Piedra de Amolar, Mesillas, Río Piedra, La Purísima, Tierra Cortada, Boclé, Campana, Buena Vista, Pedregoso, Nuestro Amo, Cerro Pipa, El Hatillo, Guacamaya, Piedra de AGua. Estas Comunidades comparten su estilo sencillo  de vida, la mayoría viven de la agricultura rudimentaria. 
En Educación, las comunidades cuentan con centros educativos de primarias y tres Centro de Educativos de Primer ciclos que le permiten a los jóvenes continuar con su formación media en otros centros educativos a nivel nacional. Actualmente el Centro Educativo de Río Piedra ofrece el Bachiller en Turismo. A la terminación de su Bachiller, los jóvenes se encuentran con la difícil situación de la oportunidad de plazas de trabajos, por lo que busca de un futuro mejor, emigran hacia la ciudad capital con el objetivo de elevar su calidad de vida.
En cuanto a salud, la condiciones son precarias, cuenta con un solo Puesto de Salud en la Comunidad de Boclé, para una población de más de 3000 habitantes  según el censo de 2010 en corregimiento con una superficie de 161.9 km². La falta de atención primaria en salud, la población muestra signos de desnutrición sobre todos en la niñez, la falta de agua potable, la población adulta difícilmente recibe medicamentos para tratamientos de presión arterial, cuyos medicamentos que pueden ser recibos en el Centro de Salud del Distrito, también escasean generalmente.
El corregimiento, en cuanto a carretera, al final y bajo el gobierno del Arnulfista en 2019, se puso en marcha un proyectos de carretera que había sido aprobado por el antecesor gobierno y se comenzó un tramo de carretera asfaltada desde el Distrito de Cañazas hasta la Comunidad de El Picador que lleva el mismo nombre del Corregimiento, el proyecto no ha sido concluido satisfactoriamente ya que aún las comunidades quedan incomunicadas dado que la construcción del puente en el Río Cañaza, no ha sido concluido.  Las construcciones de vivienda, los moradores del corregimiento no han tenido la oportunidad de acceder al plan de vivienda promovidas por los gobierno anterior, que les puede mejorar su calidad de vida. Entre otras de las prioridades en estas comunidades es la falta de luz eléctrica.
En cuanto proyectos de división territorial, en la Asamblea Legislativa se encuentra el anteproyecto de Ley 084, con fecha del 11 de septiembre de 2011, admitido en la Secretaria General el 27 de septiembre del mismo año, por la cual se promueve la división del Corregimiento, creándose con ello un nuevo corregimiento que llevaría el nombre del corregimiento de Boclé que podrían integrar las comunidades de Boclé, Campana, Río Piedra, Buena Vista, Pedregoso, Nuestro Amo, Cerro Pipa, El Hatillo, Guacamaya.